# Metophthalmus muchmorei
Metophthalmus muchmorei is een keversoort uit de familie schimmelkevers (Latridiidae). De wetenschappelijke naam van de soort werd in 1988 gepubliceerd door Fred Gordon Andrews.